# Ben Mehidi
Ben Mehidi (în arabă بن مهيدى) este o comună din provincia El Tarf, Algeria.
Populația comunei este de 33.262 de locuitori (2008).